# Sophie Elisabeth Pentz
Sophie Elisabeth Pentz (Sophie Elisabeth Christiansdatter) ( 20. september 1619 – 29. april 1657) var datter af Christian 4. og hans hustru til venstre hånd Kirsten Munk. Ligesom sin mor og søskende bar hun titlen komtesse af Slesvig-Holsten.
Sophie Elisabeth blev født på Skanderborg Slot og blev i store dele af barndommen opfostret hos mormoren Ellen Marsvin. Hun blev som spæd i 1620 forlovet med Christian von Pentz (1600-1651) og gift 14 år efter i 10. oktober 1634 (afholdt i forlængelse af Det store bilager). Hun skulle efter sigende have været sin mors yndling, men ellers betegnet som ustyrlig og misundelig og med et voldsomt temperament. Efter mandens død tog hun aktivt parti for sin søster Leonora Christina Ulfeldt og hendes mand rigshofmester Corfitz Ulfeldt i deres kamp mod kronen.